# 堀咲りあ
堀咲 りあ（ほりさき りあ、1992年12月12日 - ）は、京都府出身の元グラビアアイドル、元AV女優。

## 略歴
- 2011年7月25日に「私立H学園 堀咲りあ」でグラビアデビュー
- 2011年11月7日に「新人NO.1STYLE 話題の妄想恋人 堀咲りあ」でエスワンよりAVデビュー

## 人物
趣味・特技:料理とネイル

## 作品

### イメージDVD
- 私立H学園 堀咲りあ（2011年7月25日、Air control）

### 写真集
- 妄想恋人（2011年9月16日、ジーオーティー、撮影：旭日）ISBN 978-4860847531

### アダルトビデオ
- 新人NO.1STYLE 話題の妄想恋人 堀咲りあ（2011年11月7日、エスワン）
- りあの初体験エクスタシー ビックンビックン痙攣絶頂（2011年12月7日、エスワン）
- 僕だけの♥恋人りあ（2012年1月7日、エスワン）
- 密着接吻セックス（2012年2月7日、エスワン）
- どろどろ 濃厚汁だくセックス（2012年3月7日、エスワン）
- 轟沈アクメ（2012年4月7日、エスワン）
- バコバコ風俗NO.1指名 4時間スペシャル（2012年5月7日、エスワン）
- 交わる体液、濃密セックス（2012年6月7日、エスワン）
- ものすごい顔射、ものすごいお掃除フェラ。（2012年7月7日、エスワン）
- 秘密捜査官の女 真実と嘘に玩ばれたカラダ（2012年8月7日、エスワン）
- パンストエロイズム（2012年9月7日、エスワン）
- 究極の尻フェチマニアックス（2013年2月19日、アイデアポケット）
- ヤラれまくる美人RQ（2013年3月19日、アイデアポケット）
- デリバリーSEX 宅配ソープヴァージョン（2013年4月19日、アイデアポケット）
- 侵入者（2013年5月7日、アタッカーズ）
- 狙われた美人キャスター ストーカー 狂気の妄想恋愛の果てに…（2013年6月7日、アタッカーズ）

### オリジナルビデオ
- 白衣の天使 リーサルエンジェルW（2012年10月26日、ZENピクチャーズ） - 香川唯
- 極道の女（2012年12月21日、オールインエンタテインメント） - 主演・鬼塚秋子
- 私立喧嘩バッカ学園（2013年3月6日、シネマファスト） - 主演・マコト

## テレビ出演
- おとなのびっくりは〜いすくーる（2012年1月、日本海テレビ） - マンスリーゲスト